# Dango

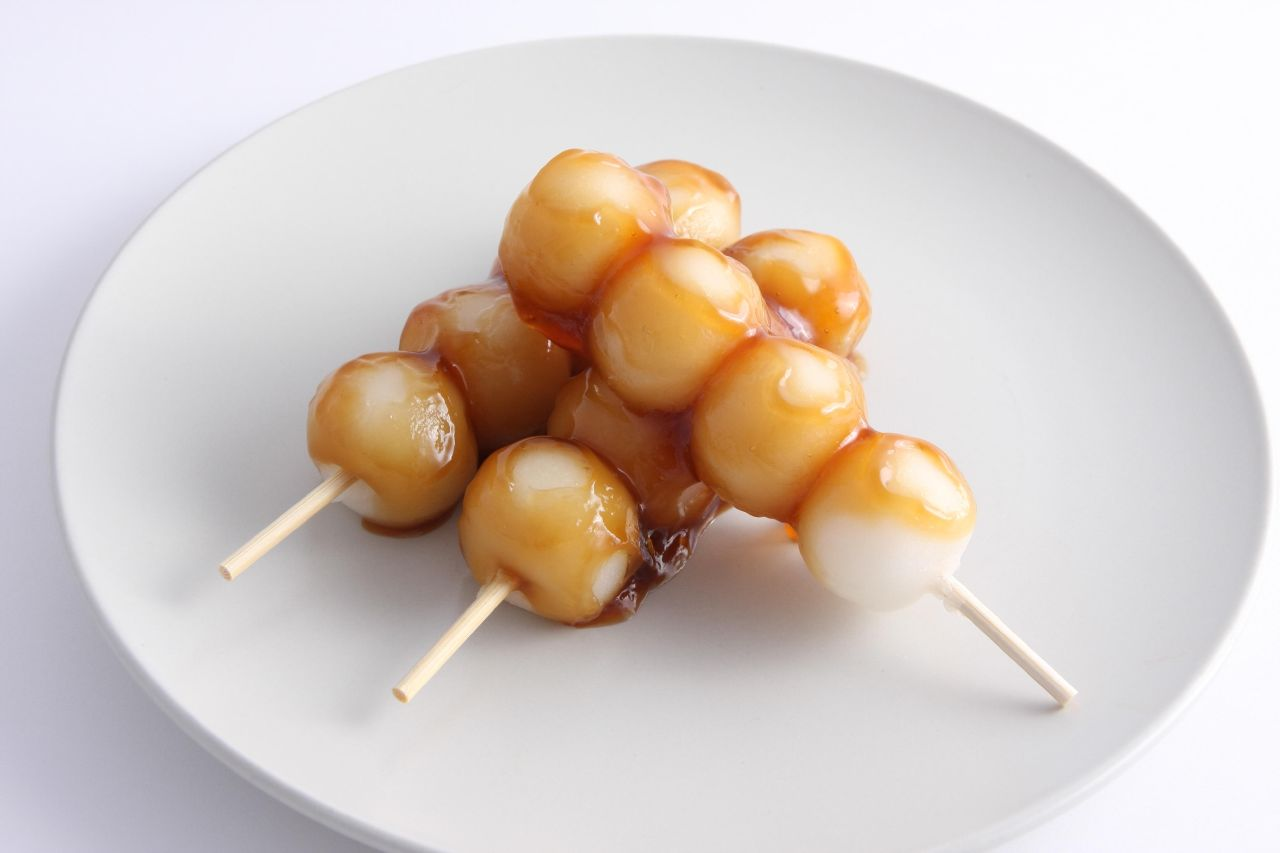
Mitarashi Dango

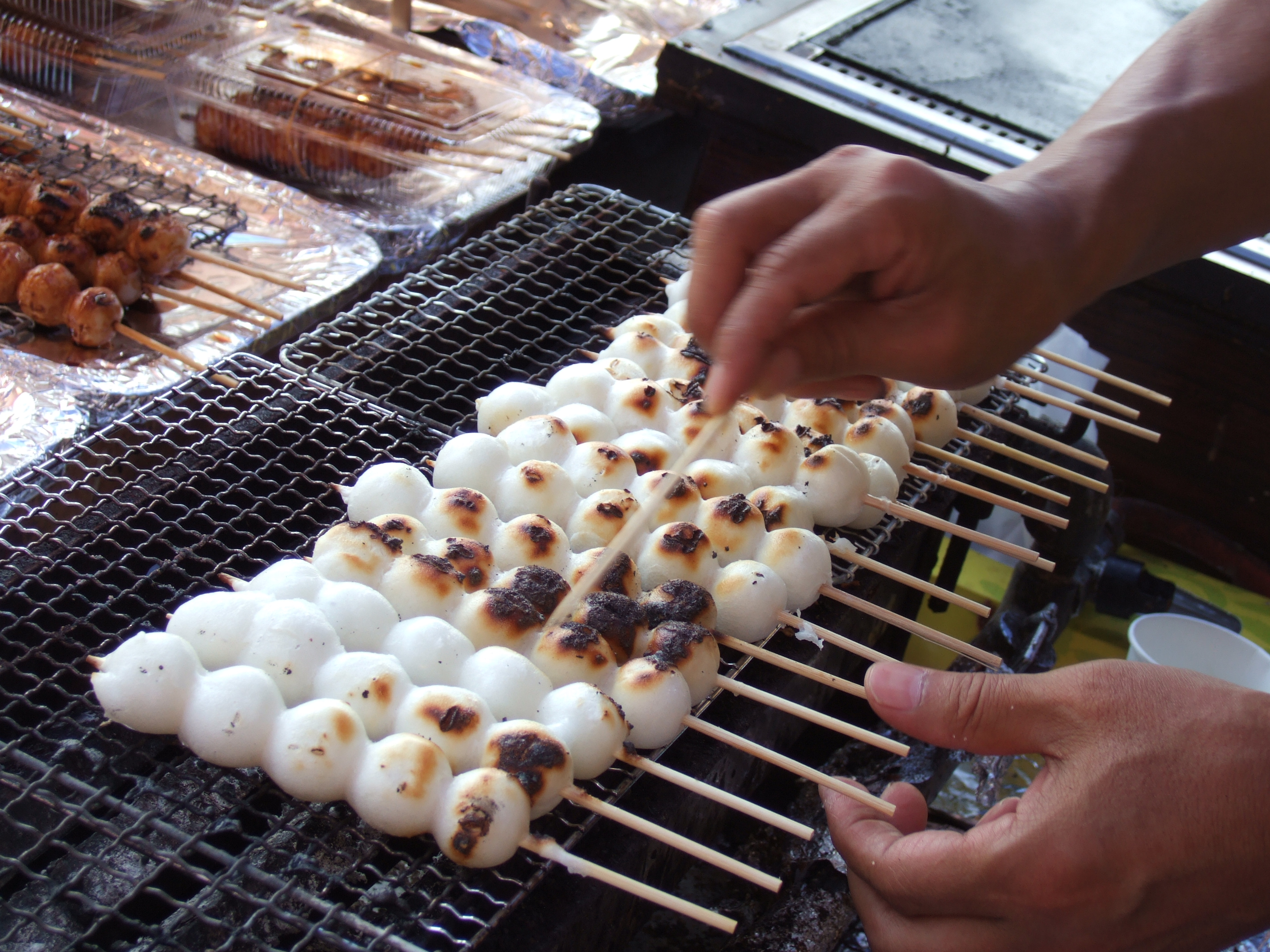
Mitarashi dango đang được làm

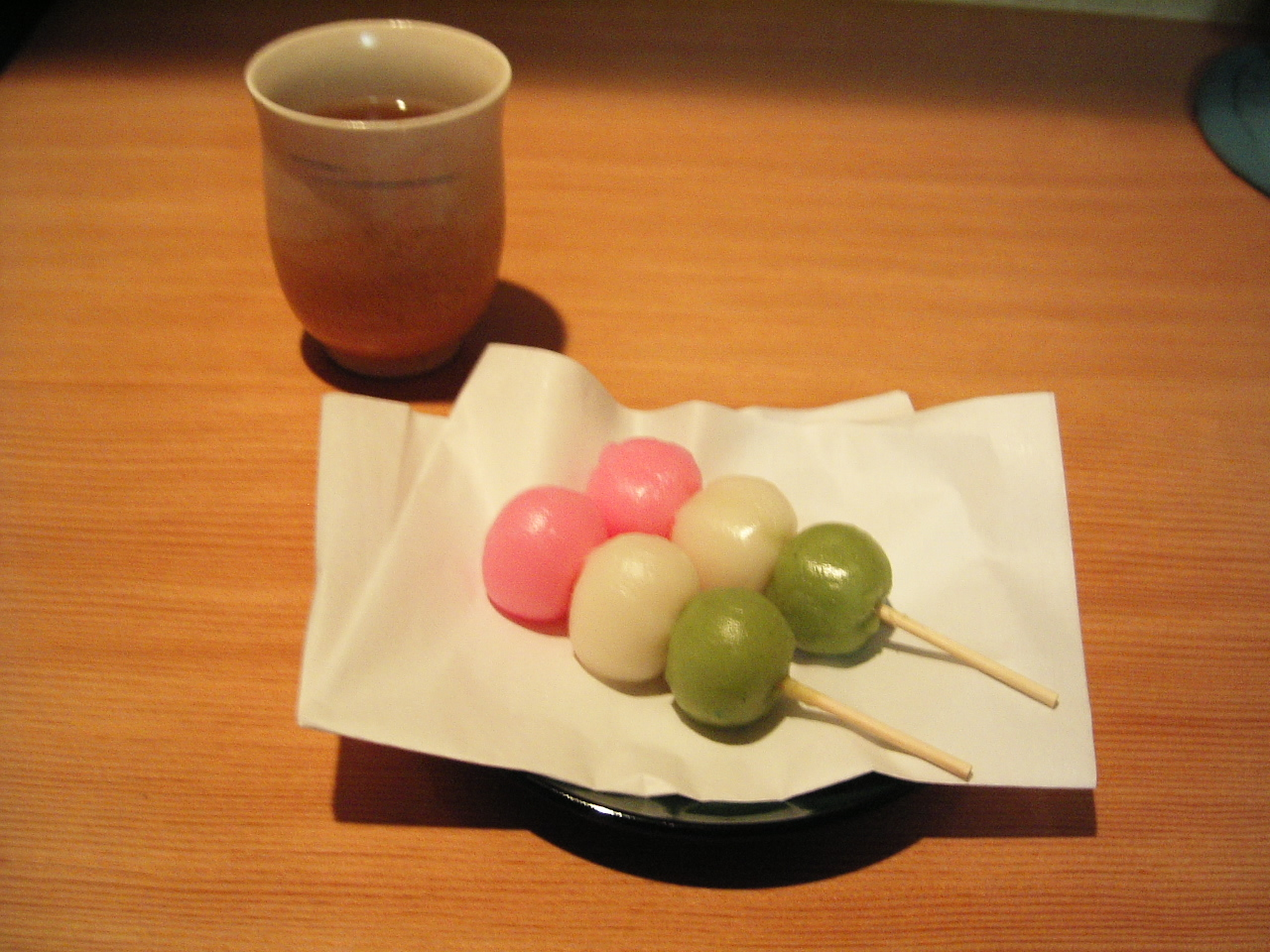
Hanami dango

Dango (団子 Đoàn tử) là một loại bánh trôi của ẩm thực Nhật Bản được làm từ bột nếp (mochiko), tương tự như bánh dày Nhật Bản mochi (餅, bính). Bánh này thường được ăn với trà xanh. Dango được ăn quanh năm, tuy nhiên theo truyền thống mỗi giai đoạn nhất định trong năm sẽ ăn một loại dango khác nhau. Người ta thường ghim 3, 4 viên dango vào que tre.

## Các loại dango

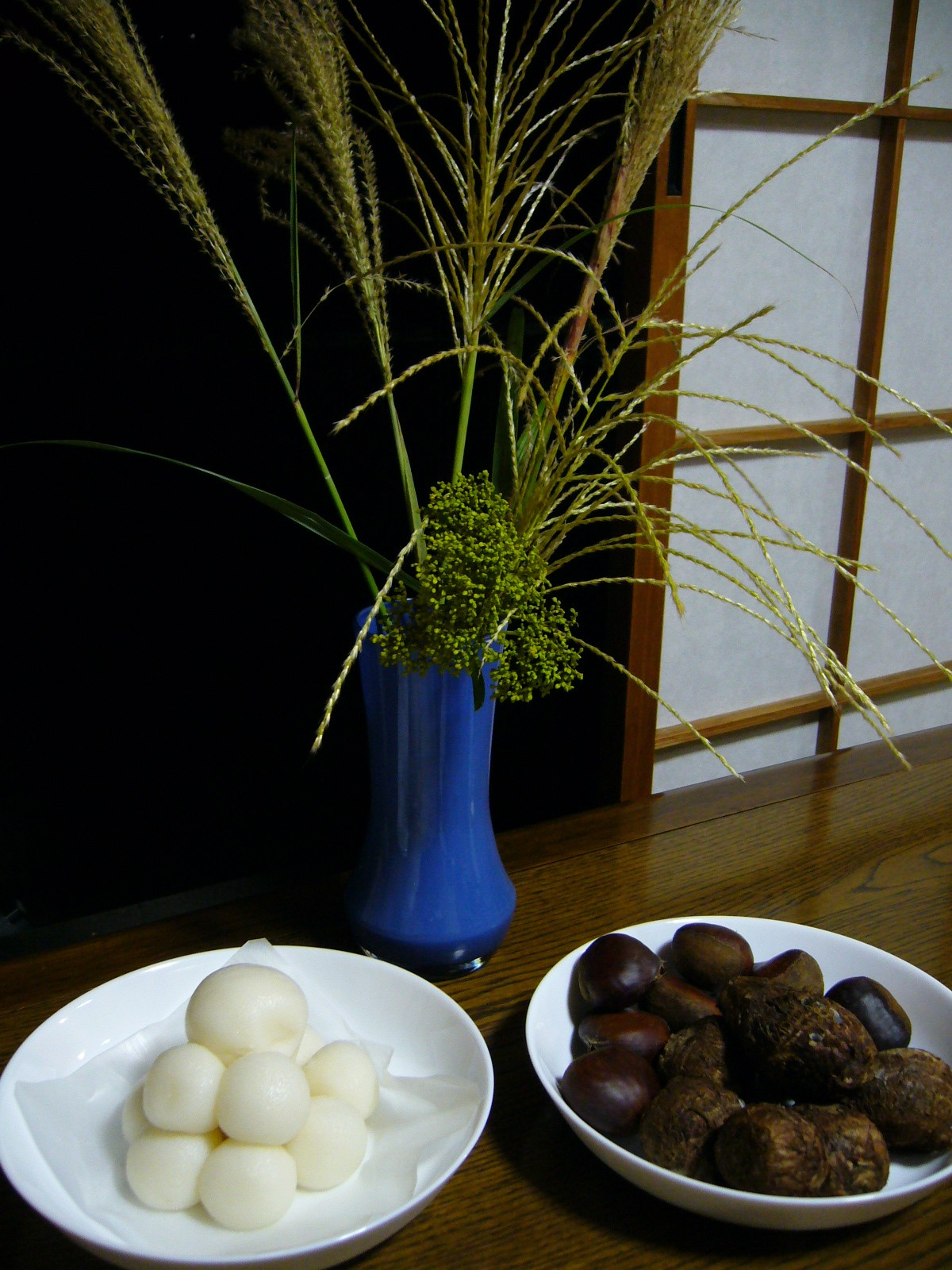
Bánh Tsukimi dango (bên trái) cạnh bình cỏ susuki (chính giữa) và một đĩa hạt dẻ (bên phải), dịp Trung thu

Có nhiều loại dango khác nhau, thường được đặt tên theo mùa, hay lễ hội nào mà người ta ăn nó.  Lưu trữ ngày 20 tháng 11 năm 2011 tại Wayback Machine
- Anko (餡子, Hãm tử): Bánh đậu đỏ ngọt, chỉ thỉnh thoảng mới dùng các nguyên liệu khác.
- Chadango: Bánh dango vị trà xanh.[1]
- Bocchan dango: Dango 3 màu. Một màu làm từ đậu đỏ, một làm từ trứng và màu thứ ba từ trà xanh.
- Denpun dango: Loại dango đến từ Hokkaidō làm từ bột khoai tây và nướng với đậu ngọt luộc.
- Kuri dango: Dango được bọc ngoài bởi hạt dẻ nghiền nhuyễn.
- Chichi dango: Loại bánh ngọt nhẹ làm món tráng miệng.
- Hanami dango (花見 団子, Hoa kiến đoàn tử): Cũng có 3 màu, Hanami dango theo truyền thống thường được làm vào dịp lễ hội hoa anh đào. Cho nên, trong tên mới có chữ hoa kiến (Hanami) nghĩa "ngắm hoa".
- Goma: hạt mè. Loại bánh này vừa mặn vừa ngọt.
- Kibi dango: Dango làm từ bột kê.
- Kinako (黄粉, Hoàng phấn): Bột đậu nành nướng.
- Kushi dango: Dango xiên que.
- Mitarashi dango (御手洗団子, Ngự thủ tẩy đoàn tử): Được bao phủ bởi một loại siro làm từ nước tương, đường và tinh bột. Bánh này được đặt tên theo những bọt bong bóng của "ngự thủ tẩy" (Mitarashi), một loại "nước thánh" ở trước cổng Hạ Áp Thần xã (Shimogamo jinja), một ngôi đền thần đạo nổi tiếng ở cố đô Bình An kinh.
- Nikudango (肉団子, Nhục đoàn tử): Một loại thịt viên.
- Teppanyaki (鉄板焼き): Dango ghim vào que tre có vị cay của món nướng teppanyaki.
- Sasa dango: Loại dango được làm và thưởng thức chủ yếu tại vùng Niigata. Sasa dango có hai loại: "Onna Dango" và "Otoko Dango." Onna Dango (nghĩa đen là "Dango Nữ") có nhân là đậu đỏ, trong khi đó, otoko dango (nghĩa đen là "Dango Nam") có nhân là kinpira, một món ăn được nấu từ rễ củ của các loại rau với rong biển, đậu phụ và thịt. Loại này được gói trong lá sậy Nhật Bản sasa (笹) để bảo quản.
- Tsukimi dango (月見団子, Nguyệt Kiến Đoàn Tử): loại dango thường ăn trong dịp Trung thu.

## Biến nghĩa của từ "dango"
Có một thành ngữ Nhật Bản phổ biến là "Hana yori dango" (花より団子), có nghĩa đen là "dango tuyệt hơn hoa", muốn nói rằng những thứ thực tế thì tốt hơn là những thứ chỉ có vẻ đẹp bên ngoài.
Dango được các vận động viên cờ vây dùng với nghĩa xúc phạm chỉ những nhóm quân cờ đi không hiệu quả, trông chẳng khác gì mấy cái bánh dango. Dango cũng là tên của trò chơi go variant Lưu trữ ngày 5 tháng 12 năm 2004 tại Wayback Machine ra đời năm 1991.
Kiểu tóc với những búi tóc hình dango ở về một phía của đầu thường được gọi là "odango".

## Phiên bản Việt Nam
Bánh hòn là một đặc sản của Phan Thiết, được chế biến từ bột năng, dừa, lạc rang, muối và đường. Khi chế biến xong, nó được lăn qua lớp dừa bào sợi và xiên que giống như dango. Do nguyên liệu đơn giản và cách chế biến nhanh gọn nên nhiều người thường chọn bánh hòn là món ăn vặt quen thuộc cho cả nhà, nhất là những gia đình có trẻ nhỏ.  